# Adriano Gransinigh
Adriano Gransinigh (Tavagnacco, 6 giugno 1932 – Tolmezzo, 3 marzo 2006) è stato un generale e storico italiano.

## Biografia
Discendente da una storica famiglia di origini polacche stabilitasi in Friuli sin dalla seconda metà del XVII secolo, ascritta alla nobiltà di Gemona del Friuli nel XVII secolo e sul finire del XVIII, in un suo ramo, alla nobiltà di Traù, nacque nel 1932 a Tavagnacco da Fioravante Gransinigh e dalla signora Angela del Fabbro.
Ufficiale degli Alpini svolse attività di comando di reparto ai battaglioni alpini “L'Aquila”, “Tolmezzo”, “Mondovì”, “Val Tagliamento” e, ancora presso il Distretto militare di Bolzano e alla Regione Militare Nord Est.
Ricoprì inoltre incarichi di Stato Maggiore dell'Esercito al Comando Truppe Carnia – Cadore, al comando del IV Corpo d'armata Alpino e, quale insegnante, alla Scuola di Guerra e alla Scuola Ufficiali dei Carabinieri.
Egli seppe esprimere le sue capacità anche come storico e scrittore. Uomo di stampo antico contribuì con la sua esperienza alla crescita della Sezione Carnica dell'Associazione Nazionale Alpini, ricoprendo la carica di presidente per tre annualità (1987-1988-1990). Nel primo anno di Presidenza (nel novembre del 1987) fondò il periodico Carnia Alpina, del quale poi seguì con particolare impegno la parte storica.
Fu presidente dell'Associazione Amici delle Alpi Carniche, ente che cura e gestisce il Museo della Grande Guerra con sede a Timau di Paluzza in provincia di Udine e il museo all'aperto sul monte Freikofel.
Contribuì attivamente affinché venisse concessa la medaglia d'oro al Valor Militare alla memoria della portatrice carnica Maria Plozner Mentil. In quella circostanza, il 1º ottobre 1997, il Presidente della Repubblica Oscar Luigi Scalfaro gli conferì la commenda dell'Ordine al Merito della Repubblica Italiana.
Per il suo interesse e impegno nel campo della storia regionale e per le numerose pubblicazioni di valore storico divenne socio attivo, dell'Accademia Udinese di Scienze Lettere ed Arti.

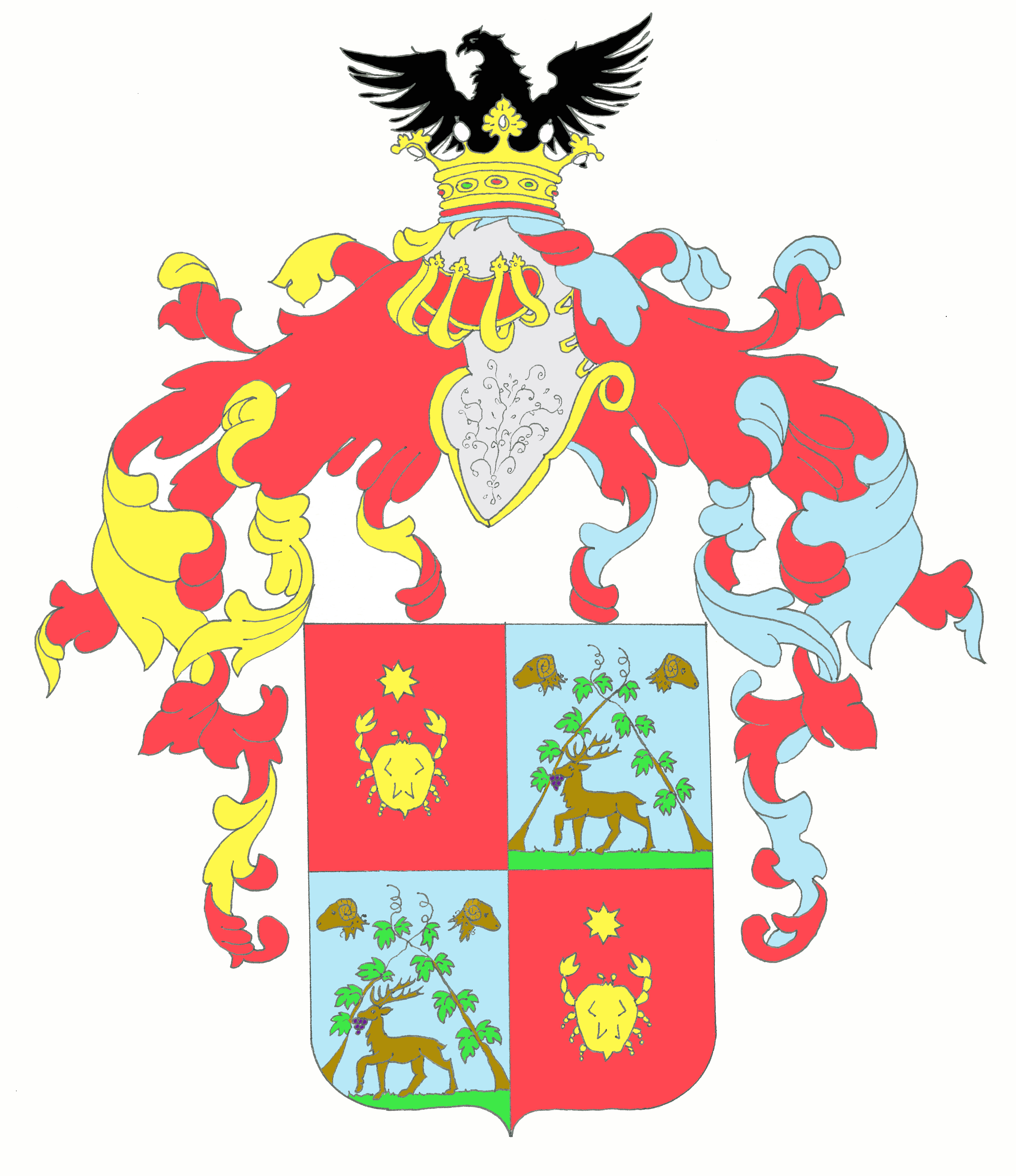
Arma: inquartato: nel I e IV, di rosso al granchio sormontato da una stella (8) il tutto d'oro; nel II e III d'azzurro al cervo passante sulla pianura erbosa, recante in bocca un grappolo d'uva, affiancato da due viti fruttate (6), fogliate e a croce di S. Andrea, sormontato da due massacri d'ariete al naturale contrapposti.Cimiero: l'aquila di nero nascente.

## Onorificenze
Generale di Corpo d'armata

## Pubblicazioni
- Il battaglione Val Tagliamento - Storia del battaglione miracolo, Tolmezzo (1992)
- Il battaglione Alpini Tolmezzo - Storia di un battaglione carnico, Tolmezzo (1993)
- La battaglia del Tagliamento di Paolo Gaspari; con la collaborazione e la consulenza del generale Adriano Gransinigh, Udine (1997)
- L'apparato difensivo "permanente" in Friuli e il suo utilizzo nel corso della guerra; intervento tenuto all'interno del Convegno Internazionale di Studi dal titolo: Confine orientale e strategia difensiva prima della grande guerra, svoltosi a Udine il 29 ottobre 1996 presso Palazzo Mantica. L'intervento è stato pubblicato negli atti del Convegno a cura del dott. Antonio De Cillia, Udine (1997)
- Guerra sulle Alpi Carniche e Giulie (la zona Carnia nella Grande Guerra), Tolmezzo (2003)
- Le portatrici carniche, scritto a quattro mani con C. de Franceschi, Tolmezzo (2003)
- Julia. Un nome, una leggenda - Storia della "divisione miracolo", Tolmezzo (2006)
- Numerosi articoli di storia militare sul quotidiano "Messaggero Veneto"